# 清平长公主
清平長公主（?—?），是中国五代十国后晋开国皇帝高祖石敬瑭第十二妹。
天福四年正月十九（939年2月10日），石敬瑭封妹妹广平郡主为清平长公主，七年二月初三（942年2月20日），再封卫国长公主。